# Bardylis (kung)
Bardylis (albanska: Bardhyli, född cirka 448 f.Kr., död cirka 358 f.Kr., var kung över dardanerna och var kanske även grundare av Kungadömet Dardanien.
Under Bardylis styre blev dardanerna en av de mäktigaste illyriska stammarna vid denna tid. Han erövrade Övre Makedonien och Lynkestis. Hans trupper anföll även Epirus men drevs tillbaka.[källa behövs]
Bardylis blev över 90 år gammal enligt antika källor. Han dödades på slagfältet mot makedonierna efter att Filip II av Makedonien avvisat hans bud om fred med kravet på att behålla de erövrade områdena. Efter hans död blev Grabos den mäktigaste illyriske kungen.[källa behövs]
Namnet Bardhyl betyder vit stjärna, på albanska bardhë yll, folketymologisk för Bardylis.